# Пиерский источник
Пиерский источник — источник вдохновения в греческой мифологии.
Пиерия — область древней Македонии, месторасположение Олимпа. По разным вариантам мифа, здесь обитает Орфей или музы (пиериды). Считается, что испивший из источника обретает знания и вдохновение.
Источник известен по упоминанию в поэме Александра Поупа «Опыт о критике» (An Essay on Criticism, 1711 год), как метафорический источник знаний об искусствах и науке.
Оригинальный отрывок из поэмы.

A little Learning is a dang’rous Thing;
Drink deep, or taste not the Pierian Spring:
There shallow Draughts intoxicate the Brain,
And drinking largely sobers us again.

Отрывок в переводе А. Субботина:

И полузнайство ложь в себе таит;
Струёю упивайся пиерид:
Один глоток пьянит рассудок твой,
Пьёшь много — снова с трезвой головой.

Отрывок в переводе Т. Шинкарь:

Опасно мало знать; о том не забывая,
Кастальскою струёй налей бокал до края.
От одного глотка ты опьянеешь разом,
Но пей до дна и вновь обрящешь светлый разум.

Таким образом, Поуп метафористически говорит о том, что небольшое приобщение к источнику знаний «отравляет», вызывает иллюзию большого знания. Однако, если пить из источника много, то это в значительной степени отрезвляет, даёт ощущение полной картины.
Строки Поупа цитирует капитан пожарных в романе Рэя Брэдбери «451 по Фаренгейту», рассказывая Монтэгу о вреде чтения книг